# Palazzo di Giustizia (La Spezia)
Il Palazzo di Giustizia della Spezia si trova all'incrocio di viale Italia con via Carducci, nel quartiere di Mazzetta. Facilmente raggiungibile  delle autostrade A12 e A15 è in prossimità sia della Questura che del Comando Provinciale dei Carabinieri, oltre che al Parco XXV Aprile.

## Storia e descrizione
L'edificio è opera dell'architetto Ignazio Gardella (altre sue realizzazioni in Liguria sono il Teatro Carlo Felice e la Facoltà di Architettura a Genova) e rappresenta con la sua solidità e compattezza, la stabilità istituzionale. È anche uno dei simboli della città moderna, che chi proviene dall'autostrada incontra davanti a sé. 
L'edificio è stato completato nel 1994, dopo molti anni di lavoro (e numerose polemiche dovute alla loro lentezza).
Le fronti esterne del Palazzo di Giustizia sono scandite da fasce di marmo alternate a fasce con intonaco in polvere di mattone. La linea di gronda è chiusa da una robusta fascia terminale. Il volume cubico dell'edificio appare sostenuto da una serie perimetrale di colonne nere che appoggiano sullo zoccolo di base rivestito di marmo. 

Il piano terreno, completamente porticato e libero ad eccezione del cortile interno e degli accessi all'edificio e dei negozi, costituisce una piazza coperta e pavimentata in pietra.
L'edificio, in pianta quadrata di 55 m di lato con un cortile interno di 22 m di lato, conta quattro piani per le aule di udienza (di altezza maggiore) e cinque piani destinati agli uffici e agli archivi.